# Kally's Mashup
Kally's Mashup é uma telenovela musical argentina coproduzida pela Nickelodeon, Anders Media e 360 Powwow. Estreou em 23 de outubro de 2017, na Nickelodeon Latino América, contando com 120 capítulos, divididos em 2 temporadas. Foi criada por Adam Anders e Anthony Falcón. 
Contou com Maia Reficco, Alex Hoyer, Sara Cobo, Lalo Brito e Sarai Meza nos papeis principais.
A primeira temporada da série foi ao ar na Nickelodeon Brasil de 5 de março de 2018 a 15 de junho de 2018.
A segunda temporada da série estreou exclusivamente no Brasil na Nickelodeon Brasil de 22 de outubro de 2018 a 21 de dezembro de 2018, enquanto a segunda temporada só seria exibida no restante da América Latina a partir de 18 de fevereiro de 2019..
A série gerou uma audiência de mais de 16 milhões de pessoas na América Latina, tornando-se um dos programas mais assistidos do canal e número #1 no aplicativo da Nickelodeon desde o seu lançamento.

## Produção
Na América Latina, a primeira temporada foi dividida em duas partes, a primeira de 30 episódios e a segunda de 45 episódios, totalizando 75 episódios.
Graças ao sucesso e à aceitação dos fãs, em maio de 2018, a Nickelodeon confirmou uma segunda temporada da série que estreou em 22 de outubro de 2018 no Brasil e em 18 de fevereiro de 2019 no resto da América Latina. Em Portugal, foi exibida no canal Biggs em 12 de novembro de 2018.
Em 2021, após 2 anos de sua temporada final, a ViacomCBS International Studios anunciou durante o evento Virtual NATPE Miami um filme para televisão da série, chamado Kally’s Mashup: Um Aniversário tão Kally’s

## Sinopse

### Primeira temporada - Parte 1 (2017)
Kally Ponce (Maia Reficco), deve se mudar da cidade onde mora com sua mãe e avó, para a cidade, para estudar piano no famoso e prestigioso Conservatório Allegro, a mais importante escola de música clássica do país, como a aluna mais jovem na história de Allegro.
Lá, em um mundo de adultos, ele deve fazer novos amigos, se adaptar às duras regras do Conservatório e aprender a conviver com o pai.
Agora Kally está em busca de sua verdadeira voz, de sua identidade, entre o piano clássico, que toca desde pequena, e a música pop, sua paixão secreta. Com a ajuda de Dante e seus amigos, ele criará seu próprio estilo musical: Kally’s Mashup.

### Primeira temporada - Parte 2 (2018)
Após o final da primeira parte em que Tina descobre que Kally é Mica 635 (a grande compositora de mashups pop feitos com peças clássicas famosas) sua amizade está em perigo. Tina não perdoa que sua melhor amiga tenha escondido esse grande segredo dela.
As coisas no Allegro ficam mais intensas quando Andy quer ser um maestro de música contemporânea e o conservátorio proíbe.
Kally e seus amigos vão tentar de tudo para se fazerem ouvir e mostrar que a música é linda em todos os seus estilos e que se todos a amam isso é o que realmente importa.

### Segunda temporada (2019)
Na última instância do Prêmio Revelação, Kally canta um mashup pop clássico na parte gratuita; Os regulamentos do Allegro indicam que em nenhum momento qualquer outra peça que não seja música clássica deve ser executada, pois isso será, consequentemente, motivo para expulsão do conservatório. Os juízes, após longa deliberação, nomearam-na vencedora, permitindo-lhe manter a bolsa e permanecer no Allegro. Por isso, Watemberg, fundador da Allegro, decide agregar o novo currículo que consiste na área de música contemporânea. Kally fica sabendo que Allegro já possui "A Clave de Sol Clásica", o que o reconhece como o mais prestigioso conservatório de música clássica, mas agora, ele terá que competir com o Instituto Evolución por "La Clave de Sol Contemporánea". Watemberg prometeu fechar o conservatório, caso não vencesse o concurso.

## Exibição
A telenovela estreou na Nickelodeon Latino América em 23 de outubro de 2017, e no Brasil apenas em 5 de março de 2018.
Por conta do sucesso em ambos os países, foi renovada para uma segunda temporada logo após o fim da primeira, temporada esta que estreou no Brasil em 22 de outubro, antes mesmo de sua exibição para o restante da América Latina, que teve sua estréia a apenas em 2019.
No dia 27 de maio de 2020, fontes oficiais asseguravam que a trama teria sido renovada para a terceira temporada e que iriam ser iniciadas as gravações brevemente, no entanto, a atriz Maia Reficco, que deu vida a protagonista Kally Ponce, em entrevista por meio da rede social Instagram, no dia 16 de outubro do mesmo ano, assegurou que a novela não iria retornar as gravações, e que havia sido cancelada. A atriz aproveitou ainda para agradecer o projeto, mas não falou das possíveis razões que levaram a este cancelamento repentino. recentemente, o Grupo Globo adiquiriu os direitos da telenovela para exibir no canal infantojuvenil Gloob.

## Elenco

### Personagens Principais
| País           | Ator                 | Personagem      | 1ª temporada             | 1ª temporada             | 2ª temporada             | 2ª temporada             |                |
| País           | Ator                 | Personagem      | 1ª parte                 | 2ª parte                 | 1ª parte                 | 2ª parte                 |                |
| -------------- | -------------------- | --------------- | ------------------------ | ------------------------ | ------------------------ | ------------------------ | -------------- |
| Estados Unidos | Maia Reficco         | Kally Ponce     | Protagonista             | Protagonista             | Protagonista             | Protagonista             |                |
| Estados Unidos | Alex Hoyer           | Dante Barkin    | Protagonista             | Protagonista             | Protagonista             | Protagonista             |                |
| México         | Sara Cobo            | Glória Skyler   | Antagonista              | Antagonista              | Antagonista              | Protagonista             |                |
| México         | Lalo Brito           | Andy Guiderman  | Protagonista             | Protagonista             | Protagonista             | Protagonista             |                |
| México         | Sarai Meza           | Tina Barkin     | Coprotagonista principal | Coprotagonista principal | Coprotagonista principal | Coprotagonista principal |                |
| Argentina      | Tupac Larriera       | Alex            | Coprotagonista           | Coprotagonista           | Coprotagonista           | Coprotagonista           |                |
| Argentina      | Tom CL               | Kevin           | Coprotagonista           | Coprotagonista           | Coprotagonista           | Coprotagonista           |                |
| Argentina      | Daniela Flombaum     | Lucy Magliano   | Coprotagonista           | Coprotagonista           | Coprotagonista           | Coprotagonista           |                |
| Argentina      | Celeste Sanazi       | Stefi Loreto    | Coantagonista principal  | Coantagonista principal  | Coprotagonista           | Coprotagonista           | Coprotagonista |
| Espanha        | José Gimenez Zapiola | Tommy Grecco    | Coprotagonista           | Coprotagonista           | Participação             | Ausente                  |                |
| Argentina      | Milagros Masini      | Olívia Grimaldi | Coprotagonista principal | Coprotagonista principal | Participação             | Ausente                  |                |
| Argentina      | Camila Mateos        | Nicole Delon    | Coantagonista principal  | Coprotagonista           | Mencionada               | Mencionada               |                |
| México         | Fer Serrano          | Lisa Barnes     | Coantagonista            | Coantagonista            | Ausente                  | Ausente                  |                |
| Argentina      | Juana Barros         | Camila          | Coantagonista            | Coantagonista            | Ausente                  | Ausente                  |                |
| Estados Unidos | Carola Arbos         | Jessi Barnes    | Coantagonista            | Coantagonista            | Ausente                  | Ausente                  |                |
| Espanha        | Juan Cancheff        | Evaristo        | Ausente                  | Coprotagonista           | Coprotagonista           | Coprotagonista           |                |
| Portugal       | Ana Julia Anglielio  | Cindy Skyler    | Ausente                  | Ausente                  | Coprotagonista           | Coprotagonista           |                |
| Argentina      | Josefina Willa       | Laia Meyer      | Ausente                  | Ausente                  | Antagonista              | Antagonista              |                |
| Japão          | Zhongbo Li           | Marco Li        | Ausente                  | Ausente                  | Coantagonista            | Coantagonista            |                |

## Produção

### Conceito
Anders foi inspirado pelas experiências do mesmo, que deixou passeios internacionais com seus irmãos de uma música muito jovem e estudada em uma universidade no estado da Flórida, enquanto ele estava no ensino médio, antes de se voltar para a tarefa de produtor de outros intérpretes.

### Desenvolvimento
Em 17 de maio de 2017, Tatiana Rodriguez (Vice-presidente sênior de Marca e Crianças Nickelodeon Latino América,) anunciou que o produtor executivo e musical Adam Anders e 360 Powwow concordaram com Nickelodeon Latino América, e Telefe na criação de uma telenovela musical intitulado "Kally's Mashup" com base na vida de Adam Anders, consistindo em 60 episódios de uma hora sendo lançados na Nickelodeon Latino América, e mais tarde pela Telefe (canal argentino), e que também terá direitos de distribuição na América Latina.
Em entrevista à imprensa, Tatiana Rodríguez confirmou que a continuidade da novela foi estendida para 75 episódios.
Em maio de 2018, a série foi renovada para uma segunda temporada.
Dois anos após finalização da série, a Nickelodeon Latino América e Nickelodeon Brasil anunciaram a produção de filme para televisão da série.

### Gravações
As filmagens começaram em agosto de 2017, nos estúdios da Telefe, em Buenos Aires, rede de TV adquirida pela Viacom em novembro de 2016.

## Episódios
| Temporada | Temporada | Episódios | Episódios | Exibição original na América Latina | Exibição original na América Latina | Exibição no Brasil    | Exibição no Brasil     | Exibição em Portugal   | Exibição em Portugal    |
| Temporada | Temporada | Episódios | Episódios | Estreia                             | Final                               | Estreia               | Final                  | Estreia                | Final                   |
| --------- | --------- | --------- | --------- | ----------------------------------- | ----------------------------------- | --------------------- | ---------------------- | ---------------------- | ----------------------- |
|           | 1         | 75        | 30        | 23 de outubro de 2017               | 1 de dezembro de 2017               | 5 de março de 2018    | 13 de abril de 2018    | 12 de novembro de 2018 | 21 de dezembro de 2018  |
|           | 1         | 75        | 45        | 5 de março de 2018                  | 4 de maio de 2018                   | 16 de abril de 2018   | 15 de junho de 2018    | 24 de dezembro de 2018 | 22 de fevereiro de 2019 |
|           | 2         | 45        | 45        | 18 de fevereiro de 2019             | 19 de abril de 2019                 | 22 de outubro de 2018 | 21 de dezembro de 2018 | 10 de junho de 2019    | 9 de agosto de 2019     |

## Discografia
Kally's Mashup tem música original composta por Adam Anders, seu parceiro musical de anos Peer Åström e sua esposa Nikki Anders.
Adam Anders também é responsável pela produção executiva, supervisionando todas as músicas da série.1
Em 19 de setembro de 2017, o single "Key Of Life" foi lançado como música tema da série.
Em 9 de março de 2018, a primeira trilha sonora da série, Kally's Mashup: La Música, foi lançada.
Está disponível em formato físico e digital em plataformas como Amazon e em várias lojas na Argentina, Brasil, México e em outros países latino-americanos e europeus.

## Kally’s Mashup - La Música: Vol. 1

### Lista de canções
| N.º | Título                                           | Intérprete                          | Duração |  |
| 1.  | "Key of Life (Kally's Mashup Theme)"             | Maia Reficco                        | 3:15    |  |
| 2.  | "Crushed"                                        | Álex Hoyer                          | 3:52    |  |
| 3.  | "Worlds Collide"                                 | Maia Reficco                        | 3:31    |  |
| 4.  | "What R U Doin' Here (Spanglish)"                | Maia Reficco & Sara Cobo            | 2:55    |  |
| 5.  | "Strong"                                         | Maia Reficco                        | 3:36    |  |
| 6.  | "Love Dream"                                     | Maia Reficco                        | 3:42    |  |
| 7.  | "Baby Be Mine (DAK Version)"                     | Álex Hoyer, Tupac Larriera & Tom CL | 3:11    |  |
| 8.  | "Made for Love"                                  | Maia Reficco                        | 3:32    |  |
| 9.  | "Make It Home"                                   | Maia Reficco                        | 3:38    |  |
| 10. | "Crushed (Andy Mak Remix)"                       | Álex Hoyer                          | 2:51    |  |
| 11. | "Secret"                                         | Maia Reficco & Saraí Meza           | 3:10    |  |
| 12. | "Stomp (Spanglish)"                              | Kally's Mashup Cast                 | 3:31    |  |
| 13. | "I've Changed"                                   | Maia Reficco                        | 3:52    |  |
| 14. | "She's Gone"                                     | Álex Hoyer                          | 3:49    |  |
| 15. | "Happy Birthday to Me"                           | Maia Reficco & Sara Cobo            | 3:59    |  |
| 16. | "Baby Be Mine (“Duet")"                          | Maia Reficco & Alex Hoyer           | 3:12    |  |
| 17. | "Cambia (I've Changed)"                          | Maia Reficco                        | 3:52    |  |
| 18. | "No voy a cambiar (Key Of Life Spanish Version)" | Maia Reficco                        | 3:15    |  |

## Kally’s Mashup - La Música: Vol. 2
O sucesso e a grande repercussão da música resultaram no tão esperado lançamento da segunda trilha sonora da série em 19 de abril de 2019, incluindo a faixa-título e uma faixa especial inédita chamada "Key of Life Andy Mak Remix", A música original continuou a ser composta por Anders, seu parceiro musical de longa data, Peer Åström, e sua esposa Nikki Anders.
Com o lançamento do “Unísono” primeiro no Brasil no dia 22 de outubro de 2018 (essa alcançou #1 no iTunes no dia de seu lançamento) e na América Latina no dia 19 de fevereiro de 2019 em estreia no canal oficial da Nickelodeon em espanhol.

### Lista de canções
| N.º | Título                               | Intérprete                          | Duração |  |
| 1.  | "Unísono"                            | Kally's Mashup Cast                 | 3:12    |  |
| 2.  | "What It Feels Like"                 | Maia Reficco e Alex Hoyer           | 3:17    |  |
| 3.  | "GO!"                                | Maia Reficco                        | 3:35    |  |
| 4.  | "After We Dance"                     | Alex Hoyer, Tom CL & Tupac Larriera | 2:30    |  |
| 5.  | "The Battle"                         | Kally's Mashup Cast                 | 3:19    |  |
| 6.  | "Catching Fire"                      | Alex Hoyer                          | 3:50    |  |
| 7.  | "Still"                              | Maia Reficco                        | 1:59    |  |
| 8.  | "Movin' On"                          | Maia Reficco                        | 3:58    |  |
| 9.  | "La Vida Con Amigas"                 | Maia Reficco & Sara Cobo            | 3:36    |  |
| 10. | "Still (Duet)"                       | Maia Reficco & Alex Hoyer           | 1:58    |  |
| 11. | "Catch Me If You Can"                | Alex Hoyer                          | 3:11    |  |
| 12. | "Run (Hacerlo Mío)"                  | Maia Reficco                        | 3:24    |  |
| 13. | "Key Of Life (Kally's Mashup Theme)" | Maia Reficco                        | 3:17    |  |
| 14. | "Key Of Life (AndyMak Remix)"        | Kally's Mashup Cast                 | 3:52    |  |

## Prêmios e Indicações
| Ano  | Prêmio                            | Categoria                 | Candidato            | Resultado |
| ---- | --------------------------------- | ------------------------- | -------------------- | --------- |
| 2017 | Premios Tato                      | Mejor Ficción Infantil    | Kally's Mashup       | Indicado  |
| 2018 | Kids Choice Awards 2018           | Show Favorito             | Kally's Mashup       | Indicado  |
| 2018 | Kids Choice Awards 2018           | Actor Favorito            | Alex Hoyer           | Indicado  |
| 2018 | Kids Choice Awards 2018           | Actor Favorito            | Lalo Brito           | Indicado  |
| 2018 | Kids Choice Awards 2018           | Actriz Favorita           | Maia Reficco         | Indicado  |
| 2018 | Kids Choice Awards 2018           | Villano Favorito          | Sara Cobo            | Indicado  |
| 2018 | Kids Choice Awards 2018           | Ship Favorito             | Dante e Kally #DALLY | Indicado  |
| 2018 | Kids Choice Awards 2018           | Ship Favorito             | Lucy e Andy #LUANDY  | Indicado  |
| 2018 | Kids Choice Awards Argentina 2018 | Actor Favorito            | Alex Hoyer           | Venceu    |
| 2018 | Kids Choice Awards Argentina 2018 | Actriz Favorita           | Maia Reficco         | Indicado  |
| 2018 | Kids Choice Awards Argentina 2018 | Villano Favorito          | Sara Cobo            | Venceu    |
| 2018 | Kids Choice Awards Argentina 2018 | Show Favorito             | Kally's Mashup       | Indicado  |
| 2018 | Kids Choice Awards Argentina 2018 | Ship Favorito             | Dante e Kally        | Indicado  |
| 2018 | Kids Choice Awards Argentina 2018 | Ship Favorito             | Lucy e Andy          | Indicado  |
| 2018 | Meus Prêmios Nick 2018            | Artista de TV Favorito    | Maia Reficco         | Venceu    |
| 2018 | Meus Prêmios Nick 2018            | Programa de TV Favorito   | Kally's Mashup       | Venceu    |
| 2018 | Meus Prêmios Nick 2018            | Programa da Nick Favorito | Kally's Mashup       | Venceu    |
| 2018 | Meus Prêmios Nick 2018            | Ship do Ano               | Kally e Dante        | Venceu    |
| 2019 | Meus Prêmios Nick 2019            | Programa da Nick Favorito | Kally's Mashup       | Venceu    |
| 2019 | Kids Choice Awards México 2019    |                           |                      |           |
| 2019 | Actor Favorito                    | Alex Hoyer                | Indicado             |           |
| 2019 | Actriz Favorita                   | Maia Reficco              | Indicado             |           |
| 2019 | Villano Favorito                  | Sara Cobo                 | Indicado             |           |
| 2019 | Ship Favorito                     | Dante e Kally #DALLY      | Indicado             |           |
| 2019 | Tú Awards                         | Actor Favorito            | Alex Hoyer           | Ganhador  |

## Estreias internacionais

### Na Nickelodeon

#### Temporada 1
| País | Emissora                   | Estreia                | Final                   | Título           | Referência |
| --- | -------------------------- | ---------------------- | ----------------------- | ---------------- | ---------- |
| Argentina · Bolívia · Chile · Colômbia · Cuba · Costa Rica · Equador · El Salvador · Guatemala · Honduras · Nicarágua · México · Panamá · Paraguai · Peru · República Dominicana · Uruguai · Venezuela | Nickelodeon América Latina | 23 de outubro de 2017  | 4 de maio de 2018       | Kally's Mashup   | [ 4 ]      |
| Brasil | Nickelodeon Brasil         | 5 de março de 2018     | 15 de junho de 2018     | Kally's Mashup   | [ 5 ]      |
| Israel | TeenNick Israel            | 29 de agosto de 2018   | 28 de fevereiro de 2019 | קאלי'ז מאש אפ    |            |
| Polónia | Nickedelon Polónia         | 21 de setembro de 2020 | 1 de janeiro de 2021    | Zmiksowana Kally |            |

### Temporada 2
| País | Emissora                   | Estreia                 | Final                  | Referências |
| --- | -------------------------- | ----------------------- | ---------------------- | ----------- |
| Brasil | Nickelodeon Brasil         | 22 de outubro de 2018   | 21 de dezembro de 2018 |             |
| Argentina · Bolívia · Chile · Colômbia · Cuba · Costa Rica · Equador · El Salvador · Guatemala · Honduras · Nicarágua · México · Panamá · Paraguai · Peru · República Dominicana · Uruguai · Venezuela | Nickelodeon América Latina | 18 de fevereiro de 2019 | 19 de abril de 2019    |             |
| Israel | TeenNick Israel            | 4 de abril de 2019      | 16 de junho de 2019    |             |
| Polónia | Nickedelon Polónia         | 6 de setembro de 2021   | 5 de novembro de 2021  |             |

### Em Outras Emissoras
| País       | Emissora    | Estreia                 | Final                   | Título                            | Referência |
| ---------- | ----------- | ----------------------- | ----------------------- | --------------------------------- | ---------- |
| Argentina  | Telefe      | 28 de outubro de 2017   | 5 de maio de 2019       | Kally's Mashup                    |            |
| México     | Azteca 7    | 3 de junho de 2019      | 13 de setembro de 2019  | Kally's Mashup                    |            |
| Itália     | DeA Kids    | 4 de junho de 2018      | 11 de novembro de 2018  | Kally's Mashup                    | [ 6 ]      |
| Itália     | DeA Kids    | 25 de fevereiro de 2019 | 5 de julho de 2019      | Kally's Mashup                    | [ 6 ]      |
| França     | Gulli       | 27 de agosto de 2018    | 25 de setembro de 2019  | Kally's Mashup, la voix de la pop | [ 7 ]      |
| França     | Gulli       | 26 de setembro de 2019  | 12 de dezembro de 2019  | Kally's Mashup, la voix de la pop | [ 7 ]      |
| Rússia     | Gulli Girl  | 1 de setembro de 2018   | 20 de outubro de 2019   | Kally's Mashup                    |            |
| Angola     | TXILLO      | 5 de novembro de 2018   | 22 de maio de 2019      | Kally's Mashup                    |            |
| Moçambique | TXILLO      | 5 de novembro de 2018   | 22 de maio de 2019      | Kally's Mashup                    |            |
| Portugal   | Biggs       | 12 de novembro de 2018  | 22 de fevereiro de 2019 | Kally's Mashup                    | [ 8 ]      |
| Portugal   | Biggs       | 10 de junho de 2019     | 9 de agosto de 2019     | Kally's Mashup                    | [ 8 ]      |
| Espanha    | Canal Panda | 1 de junho de 2021      | 1 de outubro de 2021    | Kally's Mashup                    | [ 9 ]      |
| Espanha    | Canal Panda | 11 de outubro de 2021   | 10 de dezembro de 2021  | Kally's Mashup                    | [ 10 ]     |
| Brasil     | Gloob       | 7 de outubro de 2024    |                         | Kally's Mashup                    | [ 11 ]     |

## Controvérsias

### Gafe durante a exibição
No dia 15 de Junho de 2018, durante a exibição do último capítulo da 1ª temporada de "Kallys Mashup", a Nickelodeon BR cometeu uma pequena gafe no final do episódio. Durante os momentos finais, o canal acabou o capítulo de maneira inesperada por engano durante aproximadamente 1 minuto deixando a exibição em uma tela pequena e sem áudio. Esse fato, causou muito incômodo em quem acompanhava a novela.